# Andragogika rolnicza
Andragogika rolnicza - określenie opisujące proces wdrażania zmian, unowocześnień, technologicznych nowinek, urządzeń technicznych w rolnictwie. W szczególności w odniesieniu do kanałów propagacji, np.: poprzez prasę, literaturę, wpływ sąsiadów i znajomych, kształcenie.